# Carreço
Carreço es una freguesia portuguesa del concelho de Viana do Castelo, con 17,92 km² de superficie y 1.769 habitantes (2001). Su densidad de población es de 98,7 hab/km².

## Galería

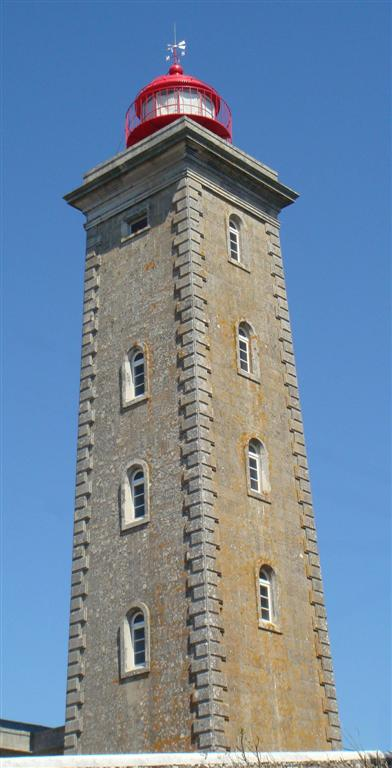
Farol de Montedor